# Kamenný Újezd (kraj pilzneński)
Kamenný Újezd – gmina w Czechach, w powiecie Rokycany, w kraju pilzneńskim. Według danych na rok 2021 gmina liczyła 859 mieszkańców, a gęstość zaludnienia wyniosła 111,4 os./km².

## Demografia
Populacja:
| Rok     | 2001 | 2011 | 2021 |
| ------- | ---- | ---- | ---- |
| Ludność | 625  | 666  | 859  |

Struktura płci na rok 2021:
| Płeć                         | Mężczyźni | Kobiety |
| ---------------------------- | --------- | ------- |
| Liczba osób w danej płci     | 433       | 426     |
| Liczba osób w danej płci w % | 50,4%     | 49,6%   |

## Klimat
Średnia temperatura wynosi 6 °C. Najcieplejszym miesiącem jest lipiec (18 °C), a najzimniejszym miesiącem jest grudzień (–7 °C). Średnie opady wynoszą 983 milimetry rocznie. Najbardziej wilgotnym miesiącem jest sierpień (134 milimetrów opadów), a najbardziej suchym miesiącem jest marzec (30 milimetrów opadów).